# 뉴욕의 HIV/AIDS
| 1981년~2014년 뉴욕의 후천면역결핍증후군 사망자 수 · | |
|                                                     | 이 그래프는 더 이상 지원되지 않는 레거시 그래프 확장 기능을 사용하고 있습니다. 새로운 차트 확장 기능으로 변환해야 합니다. |

뉴욕은 미국의 다른 도시보다 후천면역결핍증후군 전염에 많은 영향을 받았다. 약물 요법과 예방 교육의 개선으로 AIDS 감염 사례 수가 감소했다. 2014년 6월, 앤드루 쿠오모 뉴욕 주지사는 조합을 통해 주에서 "전염병 종식"을 위해 고안된 새로운 전략을 발표했다. HIV 검사 및 검사 증가, 노출 전 예방(Pre-exposure Prophylaxis, PrEP) 촉진, HIV 양성인에 대한 임상 치료의 연계 및 유지 개선 캠페인은 2년 후 뉴욕시 보건 및 정신위생국은 캠페인이 시작된 이후 매년 거의 8% 또는 약 15%의 신규 감염이 감소했다고 발표했다.

## 같이 보기
- HIV/AIDS의 역학
- 북아메리카의 HIV/AIDS
- 미국의 HIV/AIDS